# Mikkel van Groningen
Mikkel van Groningen eller Mikkel van Grønningen var billedskærer af antagelig nederlandsk oprindelse, død ca. 1610. Groningen arbejdede blandt andet i Østjylland og kendes fra en påskrift på altertavlen i Kristrup Kirke. Alle andre værker er tilskrivninger. 
Han var den foretrukne billedskærer for Rosenkrantz-slægten på Rosenholm, og mange af hans værker findes her og i de kirker og naboherregårde, der var tilknyttet Rosenholm. 
Mikkel van Groningen arbejdede kun i træ. Han arbejdede med andre kunstnere som maleren Laurids Andersen Riber 1600-10. Groningen arbejdede ud fra trykte forlæg, som han fortolkede i sin egen stil. Hans indflydelse på den jyske billedhuggerkunst i 1600-tallet er markant.

## Galleri
| - Degne- eller herskabsstol Hornslet Kirke - Udsnit af Rosenholmskabet fra 1607 med et Memento Mori, dødningehovedet med timeglasset - Alteret i Kristrup Kirke med Groningens altertavle |

## Kendte værker
- Herskabsstol kaldet Degnestolen i Hornslet Kirke ca. 1580. Udført for Jørgen Ottesen Rosenkrantz til Rosenholm
- Intarsiapaneler nu i Brevkammeret på Rosenholm (indtil ca. 1880 herskabsstole i Hornslet Kirke). Udført ca. 1580. De er blandt de ældste intarsiaarbejder i Danmark
- Prædikestol – Århus Domkirke, år 1588
- Altertavle – Kristrup Kirke, år 1598. Det eneste "signerede" og sikre arbejde af van Groningen
- Skaføgårdskabet – Skaføgård, ca. 1596. Udført for Dorthe Lange, enke efter rigsråd Jørgen Ottesen Rosenkrantz.
- Rosenholmskabet / Lærde Holgers skab – Rosenholm. Udført for Holger Rosenkrantz "den lærde" ca. 1607.